# 1957 na música

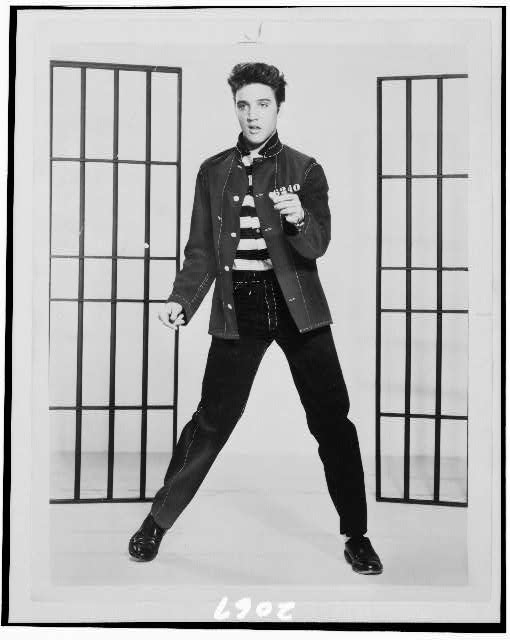
Elvis Presley no filme Jailhouse Rock, de 1957

## Eventos
- 6 de julho - John Lennon e Paul McCartney se encontram pela primeira vez em Liverpool, Inglaterra no que seria o início da banda The Beatles.
- Considerado o ano inaugural do movimento musical urbano da Bossa Nova, a partir de um anúncio de um show de "samba sessions" no Grupo Universitário Hebraico. Uma secretária teria se referido aos músicos a se apresentarem como uma "turma Bossa Nova" no aviso escrito num quadro negro. Isso fez muita gente perguntar para os músicos envolvidos: "Vocês são os Bossa-Nova?".[carece de fontes?]

## Nascimentos
| Data           | Nome             | Profissão                                         | Nacionalidade        | Observações | Ref   |
| -------------- | ---------------- | ------------------------------------------------- | -------------------- | ----------- | ----- |
| 7 de Fevereiro | Ian Stanley      | tecladista britânico                              | Inglaterra           |             |       |
| 3 de maio      | Quinho           | cantor e intérprete de samba-enredo               | Brasil               |             |       |
| 10 de Maio     | Sid Vicious      | baixista                                          | Inglaterra           | m. 1979     | [ 1 ] |
| 7 de Junho     | Juan Luis Guerra | cantor                                            | República Dominicana |             |       |
| 8 de Junho     | Mú Carvalho      | compositor, instrumentista, arranjador e produtor | Brasil               |             |       |
| 30 de Julho    | Rui Veloso       | músico e cantor                                   | Portugal             |             |       |
| 11 de Agosto   | Richie Ramone    | baterista                                         | Estados Unidos       |             |       |
| 23 de agosto   | Antônio Meneses  | violoncelista                                     | Brasil               |             |       |
| 1 de Setembro  | Gloria Estefan   | cantora                                           | Cuba                 |             |       |
| 8 de Setembro  | Ricardo Montaner | cantor                                            | Argentina            |             |       |
| 12 de Setembro | Hans Zimmer      | compositor                                        | Alemanha             |             |       |
| 16 de Setembro | Falcão (cantor)  | cantor e compositor brega                         | Brasil               |             |       |
| 31 de Outubro  | Stephen Morris   | baterista                                         | Inglaterra           |             |       |
| 1 de Novembro  | Carlos Paião     | cantor e compositor                               | Portugal             |             |       |
| 2 de Novembro  | Carter Beauford  | baterista                                         | Estados Unidos       |             |       |
| 20 de novembro | Shahram Solati   | cantor                                            | Irão                 |             |       |
| 9 de dezembro  | Donny Osmond     | cantor, ator, apresentados                        | Estados Unidos       |             |       |

## Mortes
| Data           | Nome                             | Profissão  | Nacionalidade | Observações | Ref |
| -------------- | -------------------------------- | ---------- | ------------- | ----------- | --- |
| 15 de Junho    | Artur de Souza Nascimento (Tute) | músico     | Brasil        | n. 1886     |     |
| 20 de Setembro | Jean Sibelius                    | compositor | Finlândia     | n. 1865     |     |